# Parc national naturel de Munchique
Le parc national naturel de Munchique est un parc national situé dans le département de Cauca, en Colombie.